# توماس جاي غودفري
توماس جاي غودفري (بالإنجليزية: Thomas J. Godfrey)‏ هو مصرفي أمريكي، ولد في 6 يونيو 1831 في مقاطعة دارك في الولايات المتحدة، وتوفي في 30 نوفمبر 1906 في أوهايو في الولايات المتحدة.